# Nebušice
Nebušice (deutsch Nebuschitz) ist ein Stadtteil und eine Katastralgemeinde am nordwestlichen Rand der tschechischen Hauptstadt Prag und gehört zum 6. Verwaltungsbezirk.
Der Ort Nebušice wird in einer Urkunde aus dem Jahr 1273 als Eigentum des Klosters Strahov zum ersten Mal schriftlich erwähnt. 1968 wurde die bis dahin eigenständige Gemeinde nach Prag eingemeindet und Teil des 6. Bezirks. Im Jahr 1990 wurde Praha-Nebušice ein selbstständiger Stadtteil.

## Sehenswürdigkeiten
- Kirche der hll. Cyrill und Method, errichtet 1885–1886 im neoromanischen Stil
- Barocke Kapelle des hl. Johannes Nepomuk:

## Weblinks

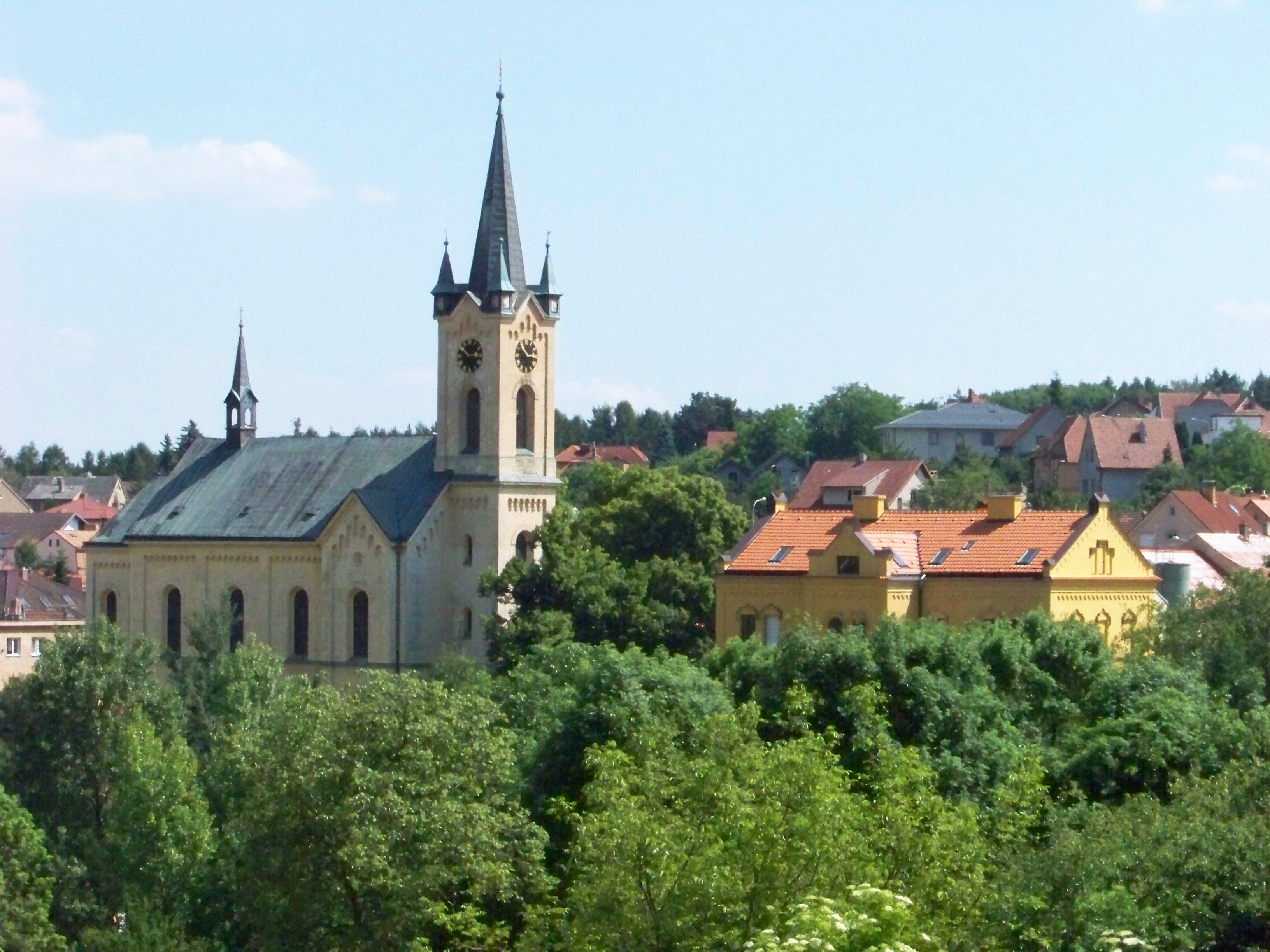
Die Pfarrkirche in Nebušice